# هفت دبیره ساسانی
هفت دبیرهٔ ساسانی به هفت نوع دبیره‌ای گفته می‌شود که در زمان ساسانیان در ایران برای نوشتن روایی داشته‌اند.
این دبیره‌ها شامل:

۱- اَم دبیره یا هام دبیره: دبیره‌ای همگانی بوده‌است و به ۲۸ شیوه نوشته می‌شد که از این دست بودند:
- داد دبیره؛ برای حکمهای دادگستری
- شهرآمار دبیره؛ برای حساب‌های شهر
- گنج‌آمار دبیره؛ برای حساب‌های خزانه
- کده‌آمار دبیره؛ برای حساب‌های کشور
- آخورآمار دبیره؛ برای حساب‌های استرلاب
- آتشان‌آمار دبیره؛ برای حساب‌های آتش
- رُوانگان‌آمار دبیره؛ برای حساب‌های اوقاف

۲- گشته دبیره؛ این دبیره ۲۸ وات داشته که برای پیمان‌ها و بر روی دینار و درهم نوشته می‌شد.

۳- نیم‌گشته دبیره؛ این دبیره دارای ۲۸ وات بوده و باآن پزشکی و فرزان (فلسفه) را می‌نوشتند.

۴- فرورده دبیره؛ این دبیره دارای ۳۳ وات بوده و منشورهای پادشاهان را می‌نوشتند، نام دیگر این دبیره «نامه دبیره» است.

۵- راز دبیره؛ این دبیره دارای ۴۰ وات بوده و رازهای شاهان را با آن می‌نوشتند، نام دیگر این دبیره «شاه دبیره» یا «راز سهریه» است.

۶- دین دبیره؛ دارای ۶۰ وات بوده و سرودهای دینی را می‌نوشتند و از رساترین دبیره‌های جهان است.

۷- ویسپ دبیره؛ این دبیره در بردارندهٔ همهٔ دبیره‌های بوده و با این دبیره زبان‌های رومی، کپتی (قبطی)، بربری، هندی، چینی، ترکی، نبطی، تازی، حتی نمایگان و هر صدایی و صدای شرشر آب را نیز می‌نوشتند. دبیرهٔ نامبرده ۳۶۵ وات داشته‌است که ۱۶۰ وات آن برای زبان‌های ملت‌ها، ۲۰۵ وات آن برای آواهای نامردمی (ون‌مایه‌ها) بود.

## بن مایه
- بهروز، ذبیح/خط وفرهنگ/دیمه (ص) ۷–۱۳۸ /(ایران کوده شماره ۸، ج دوم فروهر ۱۳۶۳)
- التنبیه و الاشراف؛ علی بن حسین مسعودی
- مروج الذهب؛ علی بن حسین مسعودی
- التنبیه علی حدوث التصحیف؛ حمزه اصفهانی
- الفهرست؛ ابن ندیم